# 日本共産党技術部
日本共産党技術部（にほんきょうさんとうぎじゅつぶ）は、戦前の日本共産党の部署である。別名「テク」。共産党の非公然活動を技術的側面で支援することを目的として作られたが、特別高等警察のスパイ・飯塚盈延の指揮の下で、家屋資金局に再編され、犯罪的手段による資金獲得をも手がけた。
日本共産党の弁解によれば、特高（特別高等警察）のスパイにそそのかされ、赤色ギャング事件を起こしたという一説もある（岩波書店編集部編『近代日本総合年表』1968年11月、292頁）。

## 概要
戦前の日本では、日本共産党は治安警察法や治安維持法に違反する非合法組織であり、たびたび一斉摘発を受けた。四・一六事件後、党の非公然活動を技術的側面で支援し、警察の摘発から逃れるため、1929年7月、設けられた。
具体的には以下の通りで、「連絡係」「配布係」「印刷係」「金策係」「住宅係」「倉庫係」の6係で構成された。
- 党内の連絡
- アジト設営や変装用衣服の調達
- 武器の調達
- 非合法文書の印刷・頒布
- 資金の調達

中でも資金調達は最重要課題で、初期の頃はインテリ層を中心とする一大カンパ網を構築した。これにより月に3万円を調達したという。しかし、これらのインテリ層も続々と検挙され次第に行き詰まっていった。またコミンテルンからの資金援助も、イギリスによるイレール・ヌーラン逮捕によって、上海の太平洋労働組合書記局が壊滅したことにより途絶えた。
そこで始めたのが事業経営である。このころ、特高警察のスパイである飯塚盈延（共産党での偽名は松村昇）の指揮の下、技術部は拡充され「家屋資金局」と変わっていた。当時としては貴重な自動車を購入して円タク事業を始めたり、飛行士養成学校の経営権を掌握し、自前の飛行士養成と学校経営で資金を得ようとした。しかし、両事業とも当局の手入れを受けて失敗している。
次に始めたのが、資産家の子女をそそのかして財産を持ち逃げするという手段である。
| 月日      | 金額                     | 摘要                                                                                       |
| --------- | ------------------------ | ------------------------------------------------------------------------------------------ |
| 3月8日頃  | 現金1,650円              | 預金ヲ引出シ党ニ提供シ自ラモ資金局ニ入リ活動中ノ処六月八日検挙起訴保留トナル               |
| 5月       | 現金4,700円              | 銀行預金ヲ引出シ逃走自ラモ資金局ニ入リ活動中六月二十五日検挙起訴収容                       |
| 6月28日   | 株券47,495円             | 実父ノモノヲ拐帯売却三万円ヲ党ニ提供                                                       |
| 8月18日頃 | 現金4,700円              |                                                                                            |
| 8月22日   | 株券10,500円 現金2,500円 | 実父ノヲ拐帯、株ハ売却、資金局活動中十月三十一日検挙                                       |
| 8月23日   | 債券2,000円 現金730円    |                                                                                            |
| 8月25日   | 現金12,000円             | 不動銀行白山支店行金拐帯                                                                   |
| 8月29日   | 現金3,990円              |                                                                                            |
| 9月       | 現金3,000円              | 父ノ金持逃ゲ                                                                               |
| 9月       | 現金16,000円             |                                                                                            |
| 9月27日   | 現金1,500円              | 母ノ上京中、母名義ノ偽電ニ依リ函館ヨリ送金セシメ拐帯                                       |
| 10月15日  | 債券145円                |                                                                                            |
| 10月25日  | 小切手145円 （未遂）     | 父ノ筆跡ヲ真似テ小切手ヲ作リ一銀丸ノ内支店ヨリ引出サントセルモ怪シマレ失敗ス本人ハ其儘家出 |

- 内務省警保局編『社会運動の状況』より

そして、更には犯罪的手段で資金を調達しようとした。これらを請け負うために結成されたのが「戦闘的技術団」である。戦闘的技術団は4部で構成されている。
| 部署   | 業務内容                                                                                   |
| ------ | ------------------------------------------------------------------------------------------ |
| 第一部 | 武道の道場を経営し、門下生でギャング団を組織し強盗や恐喝に従事                             |
| 第二部 | 柔道・剣道道場を開き、門下生で似非右翼団体を組織し、似非右翼活動により企業などの恐喝に従事 |
| 第三部 | 暴力団に潜入し、シノギで得た資金の党財政組み入れに従事                                     |
| 第四部 | 風俗産業を経営し、美人局や猥褻画像販売による資金調達に従事                                 |

とりわけ、第四部の活動は世間の注目を浴び、「エロ班」の異名をとることになった。
いわゆる左派的な思想家と考えられていた平塚らいてうは、『婦人公論』1933年3月号にて「党のために犠牲となった婦人党員たち自身の性思考について」として次のように述べている。
そして、これは「新時代の新しい型の男性奴隷」であるとし、「女性としてのはつきりした自覚をもち、女性の立場にしつかりと足を踏みしめて、社会運動に参加してほしいと思ひます」と締めくくっている。